# St-Lazare (Marseille)

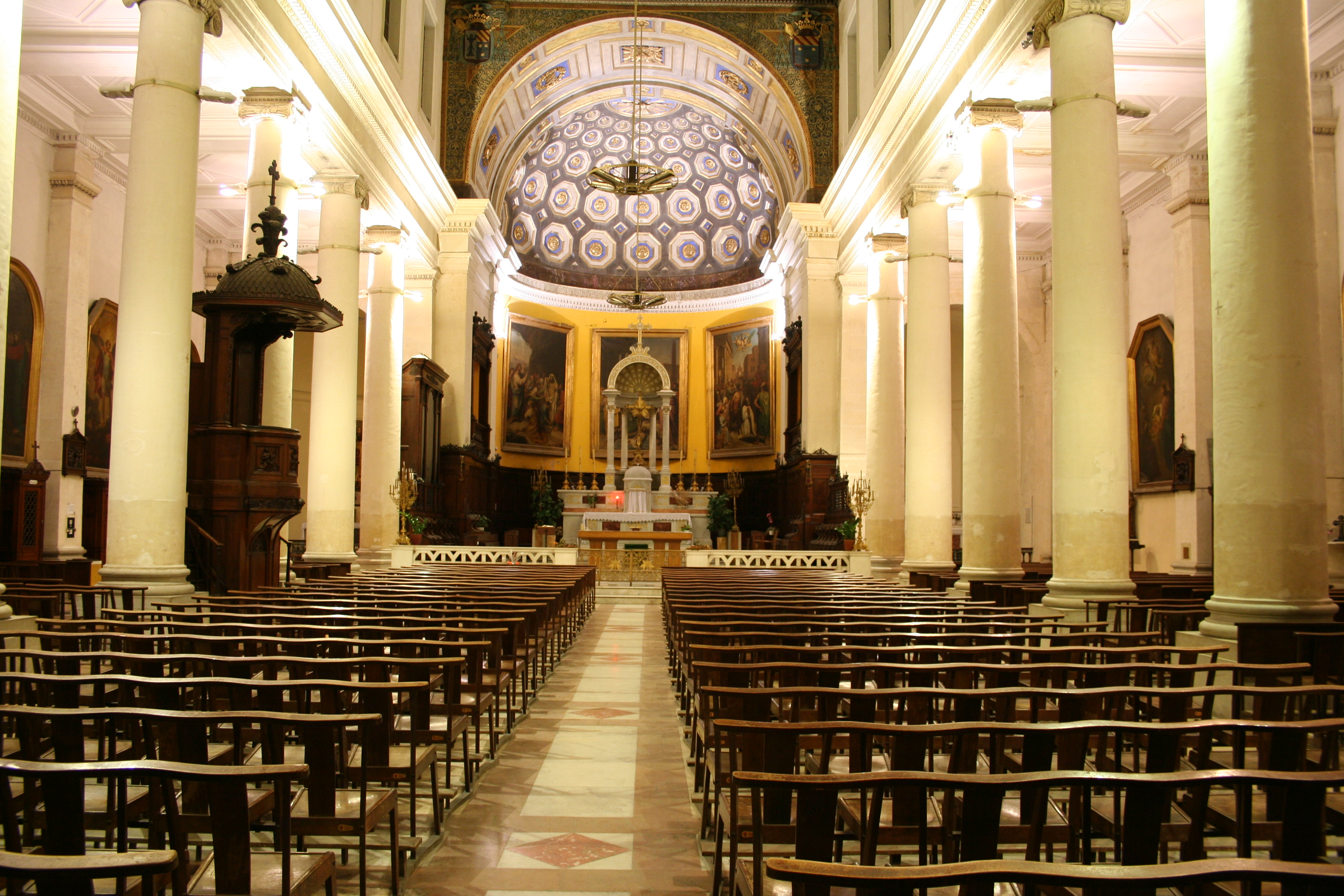
St-Lazare (Marseille)

Die Kirche Saint-Lazare ist eine römisch-katholische Kirche in der südfranzösischen Stadt Marseille. Sie ist nicht zu verwechseln mit dem gleichnamigen Dominikanerkonvent (samt Kirche Notre-Dame-du-Rosaire) von Marseille.

## Lage und Patrozinium
Die Kirche befindet sich im 3. Arrondissement (Rue Saint-Lazare Nr. 13). Sie ist zu Ehren des heiligen Lazarus geweiht.

## Geschichte
Die klassizistische Kirche wurde von 1833 bis 1838 nach Plänen des Architekten Pascal Coste errichtet. Die heutige Fassade entstand 1920, der Glockenturm im 20. Jahrhundert. Das Kirchenschiff misst 45 × 23 Meter.

## Ausstattung
Grundriss mit Legende
1.     Hochaltar

St-Lazare (Marseille)

2.     Gemälde von Jean-Joseph Dassy, „Die Erweckung des Lazarus“

3.     Gemälde von Dassy, „Das Apostolat des Lazarus“

4.     Gemälde von Dassy, „Das Martyrium des Lazarus“

5.     Statue des Lazarus

6.     Statue der Muttergottes mit Kind

7.     Kanzel

8.     Gemälde von Pierre Bronzet († 1883), „Die Heiligen von Marseille“ (Lazarus, Johannes Cassianus, Maria Magdalena, Martha und Defendens)

9.     Gemälde von Julien Gustave Gagliardini (1846–1927), „Erzengel Michael“

10.  Gemälde von Pierre Bronzet, „Die Heilung des Besessenen“

11.  Gemälde von Gagliardini, „Jesus mit den Schwestern des Lazarus“

12.  Gemälde von Auguste Nancy (1810–1857), „Schlüsselübergabe an Petrus“

13.  Gemälde von Dominique Antoine Magaud (1817–1899), „Die heilige Familie“

14.  Gemälde von Cantérini, „Jesus bei dem Pharisäer Simon“

15.  Gemälde von Mariotti, „Philippus tauft den äthiopischen Kämmerer“

16.  Gemälde von Jules Béguin (1834–1912), „Die Taufe Jesu“

17.  Orgel

18.  Kalvarienberg

19.  Gemälde von Cantérini, „Die Ehebrecherin“

20.  Gemälde von Gagliardini, „Jesus und die Samaritanerin“

21.  Gemälde von Étienne Cartier (1813–1887), „Das heilige Herz-Jesu erscheint Marguerite-Marie lacoque“

22.  Gemälde von Nancy, „Die Heilung des Gelähmten“

23.  Gemälde von Gagliardini, „Die Befreiung der Seelen aus dem Fegefeuer“

24.  Gemälde von Pierre Bronzet dem Älteren, „Die Heimkehr des Verlorenen Sohnes“

25.  Gemälde von Nancy, „Der Tod des Josef von Nazareth“

26.  Gemälde von Dassy, „Die Krönung Mariens“